# Porta del mercato di Mileto

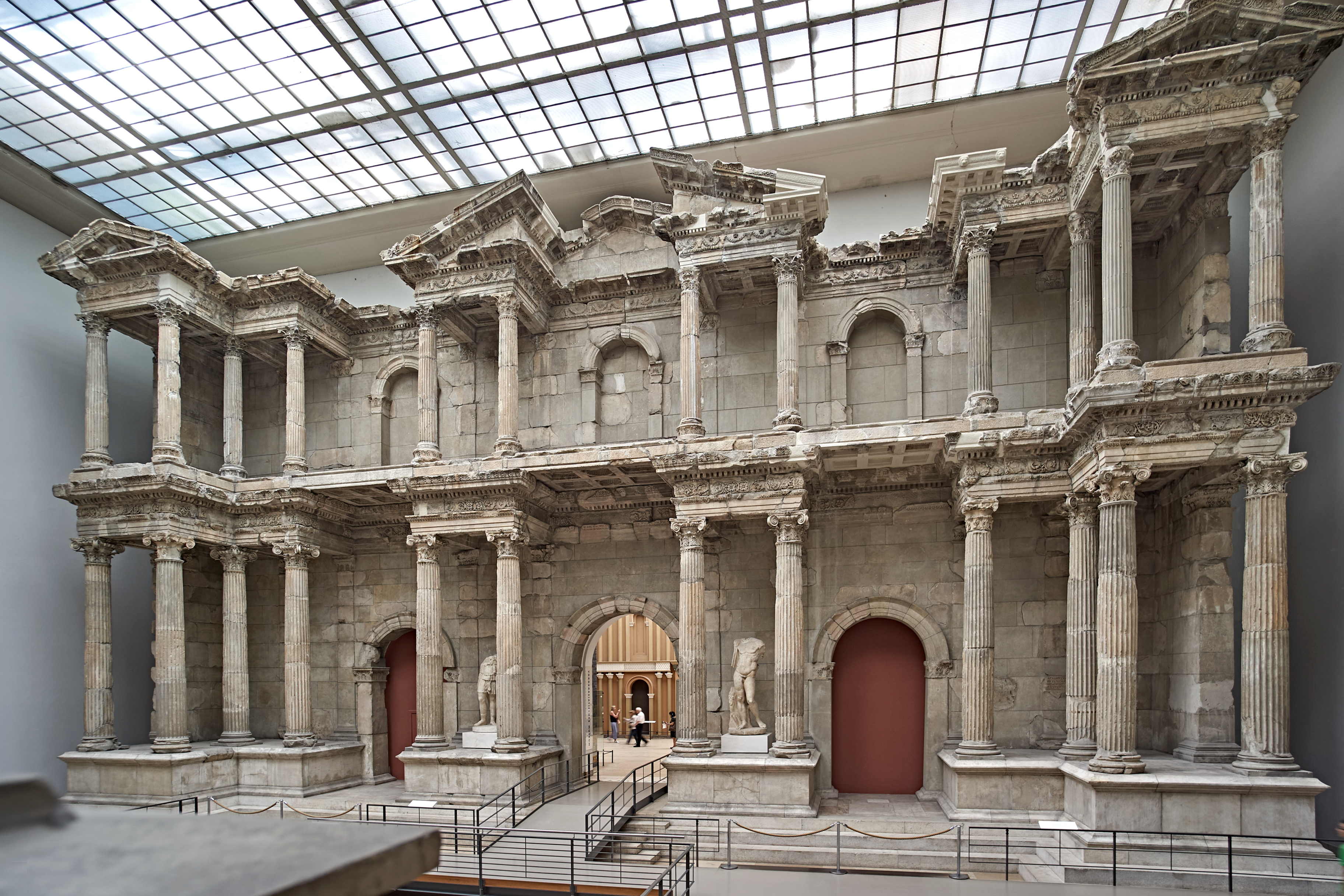
La Porta del mercato di Mileto fotografata nel 2018

La Porta del mercato di Mileto è un reperto archeologico del II secolo proveniente da Mileto, un'antica città greca sulle coste dell'Asia Minore, precisamente sulla costa egea dell'odierna Turchia. Capolavoro dell'architettura romana, attualmente si trova nel Pergamonmuseum di Berlino.